# 비교 재구
비교 재구(comparative reconstruction)란 공통의 언어로부터 분기되었다고 믿어지는 둘 이상의 언어들이 있을 때 이들 언어들을 체계적으로 비교해서 그 언어들이 분화되기 이전 상태의 언어인 공통조어를 재구하는 연구 방법론을 말한다.
비교 재구의 궁극적인 목표는 모든 층위를 포괄하는 전체적인 조어의 모습을 세밀한 부분까지 구체적이고 상세하게 재구하는 것이나, 현재까지의 비교 재구에 연관된 연구들은 주로 말소리의 비교 재구에 집중이 되어 있었기 때문에 비교 재구는 일반적으로 말소리의 비교 재구를 가리킨다.

## 비교 재구의 기본 전제
비교 재구를 통해 조어의 말소리를 재구할 수 있다는 생각에는 두 가지 가설이 전제 되어 있다. 
첫째가 친족성 가설이다. 비교의 대상이 되는 언어들의 유사성은 우연한 것이 아니라 그 언어들이 원래 동일한 공통의 언어에서 분화한 것이기 때문에 그러한 것이라는 가설이다. 이 가설은 언어가 시간에 따라 변화한다는 것과, 그 변화가 단일한 방향으로만 이루어지는 것이 아니라 서로 다른 방향으로 변화하면서 별개의 언어들로 변할 수 있음을 인정하는 것이며, 이는 '공통조어'라는 개념에 타당성을 부여한다. 
둘째는 규칙성 가설이다. 이것은 음의 변화가 개별 단어마다 산발적이고 불규칙적으로 나타나는 것이 아니라 어떤 음의 변화가 있는 경우라면 그와 동일한 환경이 주어질 때에는 개별 단어들의 차이에 상관없이 모든 경우에 동일한 변화를 겪는다는 생각이다. 이 가설이 전제가 될 때 각 개별어들 사이의 규칙적인 음운대응을 찾아내고 조어를 재구하는 과정이 이론적인 타당성을 얻게 되며 비교대상이 되는 언어들에서 개별적으로 나타나는 우연적인 유사성을 조어의 재구에서 배제할 수 있게 된다.

## 비교 재구의 절차
우선, 서로 친족성이 있을 것이라고 가정되는 언어들이 있을 경우 이들 언어들에서 서로 의미와 형태가 유사한 단어나 형태들을 찾아내어 서로 비교하여 규칙적인 음운대응이 성립하는지를 파악한다. 이 과정에서 일차적인 비교의 대상이 되는 단어들은 가장 기초적이고 잘 차용되지 않아서 공통조어에서 각 개별어까지 그대로 전해졌을 가능성이 높은 이른바 기초어휘들이다. 또한 문법형태소 역시 중요한 비교재구의 대상이 된다. 이 과정에서 그 유사성이 동일 근원에서 유래하지 않는 요소들, 즉 우연이나 차용에 의한 단어들과 대부분의 언어에서 보편적인 유사성을 보이는 어휘들이 비교의 대상에서 제외되어야 한다. 음운변화에는 일정한 한계가 있는 것이 아니므로 음운대응에서 반드시 그 소리가 유사해야 하는 것은 아니고 그 대응이 정확하게 확인되기만 하면 된다. 하나의 대응 규칙에 연관된 단어들이 많을수록 그 음운대응에 대한 유력한 증거가 될 수 있으며, 음운대응규칙의 수 역시 많으면 많을수록 친족관계의 가능성이 높아진다.
일단 비교 대상이 되는 언어들 사이에서 음운대응의 규칙성이 충분히 확인되면 이들 언어들은 서로 친족관계에 있으며 음운대응이 성립되는 각 단어들은 공통조어의 단일한 단어에서 유래된 동원어(cognate)라고 결론지을 수 있게 된다. 이렇게 친족어들 사이에서 음운대응이 확인되면 이들 언어들에서 나타나는 음의 변화를 가장 자연스럽게 설명할 수 있는 조어형을 재구하게 된다.
‘구름’이라는 뜻을 가진 그리스어 nephos, 산스크리트어 nabhas, 고교회슬라브어 nebo의 예를 들어 재구과정을 살펴 보면 다음과 같이 생각할 수 있다. 첫째 음은 그 반사형이 모든 개별어에서 동일하므로 *n으로 재구된다. 둘째음의 재구는 주어진 자료만으로는 파악하기 어려우나 여러 다른 자료들을 참조할 때 공통조어의 *e가  산스크리트어에서 a로 변한 것이 확인이 되므로 조어형이 *e로 재구된다. 셋째 음은 산스크리트어와 그리스어는 유기음이라는 점에서, 산스크리트어와 고교회슬라브어는 유성음이라는 점에서 공통성을 공유하고 있다.산스크리트어의 bh가 다른 두 언어의 형태들과 하나씩 유사성을 공유하고 있으므로 재구형을 *bh로 간주할 수 있다. 네 번째의 음은 두 번째의 음과 동일한 이유로 *o로 재구할 수 있다. 마지막 자음은 언어변화에서 없던 음이 새로 생겨나기보다는 있던 음이 특정 환경에서 탈락하는 경우가 일반적이므로 어말 자음 탈락이 일어났다 보고 *s로 재구할 수 있다. 따라서 공통조어형은 *nebhos로 재구된다.

이런 절차를 거쳐서 재구된 형태(재구형:再構形)가 올바른가에 대해서는 여러 면에서 검토가 이루어져야 한다. 가장 확실한 방법은 재구형과 동일한 역사적 단계에서 동일한 형태를 찾아내는 것이다. 그러나 대부분의 조어의 경우 이렇게 문헌상에서 증거를 발견한다는 것은 불가능한 일이다. 다른 방법으로는 재구형에 대한 유형론적인 고려가 있다. 이것은 재구형이 자연언어에서 실제로 나타날 수 있는 형태로 나타나야 한다는 것이다. 재구형에 대한 유형론적 고려를 통해 비교방법에 의한 재구형을 좀 더 자연스러운 형태로 수정할 수 있다. 그러나, 유형론적인 적합성은 공시적 언어자료에서 귀납적으로 도출되는 특성인 반면에 역사비교언어학에서 실제 관심사는 통시적인 문제인 계통적인 유사성이므로, 역사비교언어학 연구에서는 비교연구가 주가 되며 유형론적인 연구는 비교연구를 보충하는 보조적 역할을 하게 된다. 
비교재구는 재구형 그 자체를 도출하는 것만이 그 목적은 아니다. 비교재구는 재구된 가정형태를 통해 다시 현실적 자료를 살피고 그것을 보다 합리적으로 이해하기 위해서 필요한 것이다. 비교재구는 도출된 공통조어와 역사상의 언어 사이에 어떤 변화가 일어났는가를 알게 해 주는 역할을 한다. 이러한 의미에서 비교재구를 포함한 재구는 문헌이 없는 시대의 언어의 역사를 이론적으로 복원하는 수단이라고 할 수 있다.

## 비교 재구의 한계
비교재구를 통해 재구된 형태들은 다음과 같은 한계들을 가지게 된다.
첫째로, 비교 재구에 의해 재구된 조어형들은 순수한 이론적 산물이라서 어떤 특정시기의 조어의 형태를 직접 반영했다고 보기 어렵다. 비교재구는 부분과 부분의 비교이며 재구이지 전체 언어의 비교와 재구가 되지 못하므로 그 시간적, 공간적인 변화의 폭이 얼마나 되는지 한정짓기도 힘들며, 개개의 재구형의 각 부분이 시간상으로 동일 선상에 있었는지도 알 수 없다.
둘째, 재구된 형태는 이론적으로 도출된 추상적인 음가이기 때문에 그 음가의 정확성에 한계가 있다.
셋째, 비교 재구를 통한 재구형의 의미를 추정하기가 힘들다. 언어의 의미변화는 형태변화보다 훨씬 복잡하고 다양하다. 그러므로 개별언어들의 의미변화를 설명할 수 있는 재구된 조어형의 의미를 추정하는 것도 힘들지만 재구형의 의미가 오늘날의 의미와 동일한지에 대해서도 장담할 수 없다. 따라서 재구형은 엄밀하게 말하자면 형태적인 재구형에 불과하다.

## 참고자료
- Jeffers, Robert J.; Lehiste, Ilse (1979), Principles and methods for historical linguistics, MIT press, ISBN 0262600110

## 같이 보기
- 내적 재구
- 비교언어학
- 역사언어학
- 조어 (언어학)
- 스와데시 리스트